# Секулярне духовенство

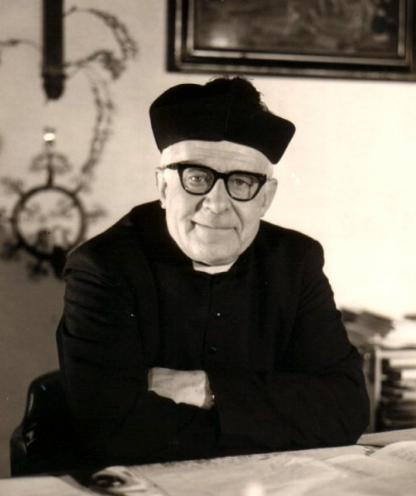
Священик у сутані і біреті.

Секуля́рне духове́нство (лат. clerus saecularis; англ. secular clergy, ісп. clero secular, італ. clero secolare, порт. clero secular) — у західному християнстві різновид духовенства, складова кліру. Священнослужителі (диякони та священики), що не є монахами — членами монастиря, чернечого ордену, або релігійної конгрегації. Підпорядковуються діоцезіальному єпископу або голові діоцезії. Переважно живуть і працюють у миру (лат. saeculum), в межах діоцезії, до якої належать. На відміну від монахів не складають чернечих обітниць і не живуть за чернечими статутами. Можуть мати власність як світські особи. Деякі представники практикують целібат подібно до монахів. У латинській традиції носять сутану і бірет. Також — діоцезіа́льне духове́нство  (італ. clero diocesano, порт. clero diocesano), сві́тське духове́нство.